# Chasmina mariae
Chasmina mariae là một loài bướm đêm trong họ Noctuidae.